# 朵帕

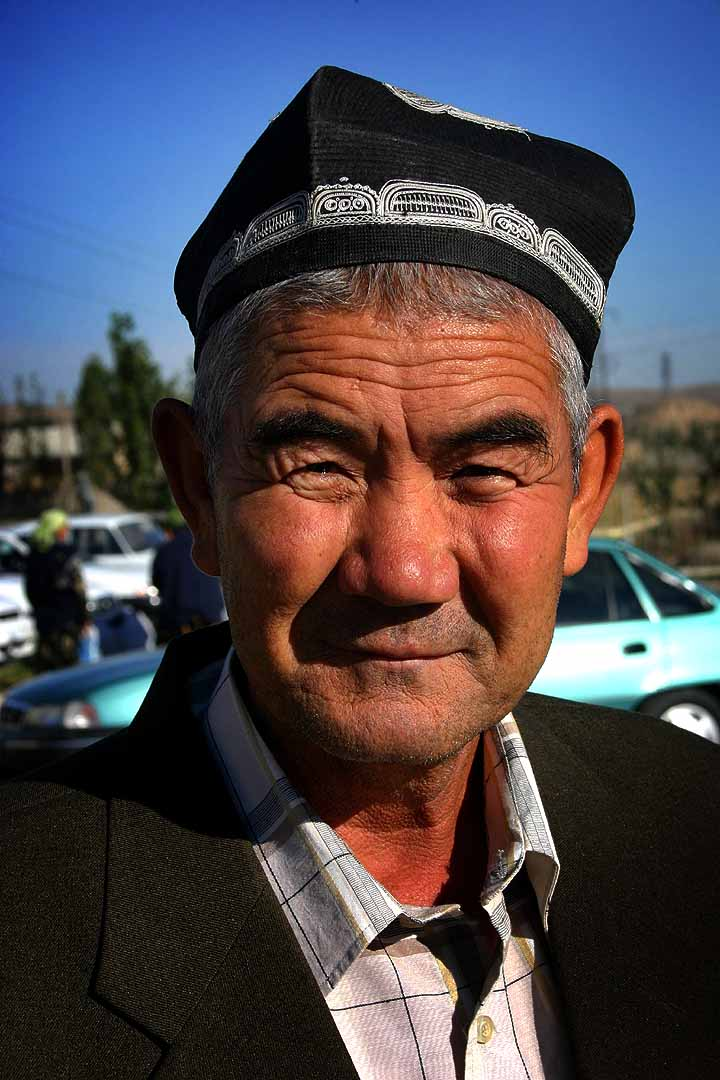
一位佩戴朵帕的乌兹别克老人

朵帕（維吾爾語：دوپپا‎），意思即花帽。为新疆多个民族喜爱佩戴，现代则多作为新疆民族身份象征。朵帕历史悠久，在札兰丁的雕塑上也可见到。